# Drummond Matthews
Drummond Hoyle Matthews (05/2/1931 – 20/7/1997) là một nhà địa chất biển và địa vật lý Anh, ông đã đóng góp chính cho học thuyết kiến tạo mảng. Công trình của ông nghiên cứu cùng với Briton Fred Vine và Lawrence Morley người Canada chứng minh những thay đổi tính chất từ của đá trong quá trình hình thành đáy đại dương, và đã giúp ông khẳng định giả thuyết tách giãn đáy đại dương của Harry Hammond Hess. Năm 1989, ông nhận Huy chương Wollaston danh dự nhất của Hội địa chất London.

## Công trình tiêu biểu
- Vine, FJ (ngày 7 tháng 9 năm 1963). "Magnetic anomalies over oceanic ridges". Nature. Quyển 199. D Matthews. doi:10.1038/199947a0. Truy cập ngày 11 tháng 6 năm 2010.